# Кріста Деґучі
Кріста Деґучі (англ. Christa Deguchi; 29 жовтня 1995, Нагано, Японія) — канадська дзюдоїстка, олімпійська чемпіонка 2024 року, дворазова чемпіонка світу.

## Виступи на Олімпіадах
| Олімпіада  | Дисципліна | Місце |
| ---------- | ---------- | ----- |
| Париж 2024 | до 57 кг   | 1     |

## Зовнішні посилання
- Кріста Деґучі на сайті International Judo Federation (англійська)
- Кріста Деґучі на сайті International Judo Federation (англійська)
- Кріста Деґучі на сайті JudoInside.com (англійська)
- Кріста Деґучі на сайті AllJudo.net (французька)